# الصجعة

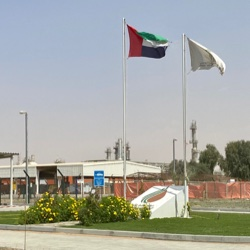

الصجعة هي منطقة في الشارقة، الإمارات العربية المتحدة، تقع على طريق الشارقة/الذيد السريع وبجوار طريق الإمارات الشرياني (E611). وهي موقع منطقة صناعية رئيسية بالإضافة إلى المنطقة الصناعية المخطط لها التي تبلغ مساحتها 14 مليون قدم مربع، واحة الصجعة الصناعية (ASIO). تم تطوير المنطقة من قبل الشارقة لإدارة الأصول (SAM)، الذراع الاستثماري لحكومة الشارقة، لتصبح أكبر منطقة صناعية في دولة الإمارات العربية المتحدة.
مع جرد أولي لـ 353 قطعة أرض مخصصة للاستخدام كوحدات صناعية، امتد حجم قطع الأراضي في عرض إطلاق المنطقة من 13454 إلى 53819 قدم مربع. تشمل قطع الأراضي وحدات صناعية ومختلطة الاستخدام وتجزئة. وتعتزم المنطقة الاستفادة من موقع الصجعة بالقرب من مطار الشارقة الدولي وميناء الحمرية والمنطقة الحرة وطريق الإمارات الشرياني E611 الذي يربط الإمارات على الساحل الغربي لدولة الإمارات العربية المتحدة.